# No Cover, No Minimum
No Cover, No Minimum è un album discografico di Billy Eckstine. È un long play registrato dal vivo al New Frontier Hotel di Las Vegas il 30 agosto del 1960. (Note a cura di Will Friedwald)

## Tracce
1. "Have a Song on Me" (Billy Eckstine) - 1:08
2. "I've Grown Accustomed to Her Face" (Alan Jay Lerner, Frederick Loewe) - 2:26
3. "Lady Luck" (Lloyd Price, Harold Logan) - 3:03
4. "Lush Life" (Billy Strayhorn) - 4:04
5. "Without a Song" (Vincent Youmans, Edward Eliscu, Billy Rose) - 2:17
6. "Moonlight in Vermont" (John Blackburn, Karl Suessdorf) - 2:56
7. "I Want a Little Girl" (Billy Moll, Murray Mencher) - 2:02 ‡
8. Medley: "Prelude to a Kiss"/"I'm Beginning to See the Light" (Duke Ellington, Irving Mills, Mack Gordon)/(Ellington, Don George, Johnny Hodges, Harry James) - 4:56 ‡
9. "Fools Rush In" (Rube Bloom, Johnny Mercer) - 2:12 ‡
10. "In the Still of the Night" (Cole Porter) - 3:41 ‡
11. "Prisoner of Love" (Leo Robin, Russ Columbo, Clarence Gaskill) - 1:57 ‡
12. "Little Mama" (Eckstine, Sid Kuller) - 3:23 ‡
13. "I Apologise" (Eric Nelson, Al Hoffman, Al Goodhart) - 1:57 ‡
14. "Till There Was You" (Meredith Willson) - 3:25 ‡
15. Medley: "I Let a Song Go Out of My Heart"/"I Got It Bad (and That Ain't Good)" - (Ellington, Mills, Henry Nemo, John Redmond)/(Ellington, Paul Francis Webster) - 6:08 ‡
16. "Alright, Okay, You Win" (Sidney Wyche, Mayme Watts) - 3:22 ‡
17. "'Deed I Do" (Fred Rose, Walter Hirsch) - 2:21
18. "It Might as Well Be Spring" (Richard Rodgers, Oscar Hammerstein II) - 2:44
19. "That's for Me" (Rodgers, Hammerstein) - 2:25
20. "You'll Never Walk Alone" (Rodgers, Hammerstein) - 3:20
21. "Misty" (Erroll Garner, Johnny Burke) - 5:07

‡: Inserite nella riedizione del 1992, avendo il disco originale solo 9 brani. Comunque, si tratta di pezzi che vennero eseguiti al concerto di Las Vegas. (Al quale assistettero, tra gli altri, Duke Ellington e Bill Strayhorn, che al termine della serata si complimentò con Eckstine, affermando che la sua versione di “Lush Life” era in assoluto la migliore).

## Formazione
- Billy Eckstine – voce e tromba
- Buddy Balboa e Charlie McLean - sax
- Bucky Manieri - trombone
- Charlie Walp - tromba
- Buddy Grievey - batteria
- Ignoto il cb
- Bobby Tucker – piano, arr., conduzione